# Rafael Novoa
Rafael Novoa  (Bogotá, Kolumbia, 1971. október 31. –) kolumbiai színész, modell.

## Élete és pályafutása
Rafael Novoa 1971. október 31-én született Bogotában. Első szerepét 1995-ben játszotta. 2007-ben főszerepet kapott a Pura sangre című telenovellában Marcela Mar és Kathy Sáenz partnereként. 2013-ban szerepet kapott az Alias el mexicanóban Carolina Gaitán mellett.
2012-ben feleségül vette Adriana Tarud modellt. Van egy gyermekük.

## Filmográfia
| Év        | Cím                                          | Szerep                          |
| --------- | -------------------------------------------- | ------------------------------- |
| 2013      | Alias el mexicano                            | Coronel Jaime Ramirez Gómez     |
| 2012      | Talizmán (El Talismán)                       | Pedro Ibarra                    |
| 2010-2011 | A corazón abierto                            | Andrés Guerra                   |
| 2009      | Mindörökké szerelem (Mañana es para siempre) | Miguel Lascurain                |
| 2008      | Póker                                        | Enrique                         |
| 2008      | Las trampas del amor                         | Lorenzo Negret                  |
| 2007      | Pura sangre                                  | Eduardo Montenegro/Marco Vieira |
| 2005      | Se solicita príncipe azul                    | Ricardo Izaguirre               |
| 2005      | Todos quieren con Marilyn                    | Rafael Restrepo                 |
| 2003-2004 | Cosita rica                                  | Diego Luján                     |
| 2002-2003 | Sofía dame tiempo                            | Santiago Rodríguez              |
| 2002      | María Madrugada                              | Camilo Echeverry                |
| 2000-2001 | Traga maluca                                 | Pedro Conde                     |
| 1999      | Divorciada                                   | Guillermo                       |
| 1998-1999 | Carolina Barrantes                           | Luis Rivas                      |
| 1997      | Las Juanas                                   | Rubén Calixto Salguero          |
| 1996      | Guajira                                      | Felipe Uribe                    |
| 1996      | Candela                                      |                                 |
| 1995      | Flor de oro                                  | Antonio Erazo                   |